# تيوفيلو غوتييريز
تيوفيلو أنطونيو غوتييريز روكانسيو (بالإسبانية: Teófilo Gutiérrez)‏ (مواليد 27 مايو 1985 في بارانكويلا) لاعب كرة قدم كولومبي دولي يجيد اللعب في خط الهجوم . يلعب حاليا لصالح نادي ترابزونسبور التركي منذ 2010 .

## روابط خارجية
- تيوفيلو غوتييريز على موقع الاتحاد الدولي (مؤرشف)  (الإنجليزية)
- تيوفيلو غوتييريز على موقع اتحاد تركيا (لاعب) (الإنجليزية)
- تيوفيلو غوتييريز على موقع قاعدة بيانات كرة القدم.إي يو (الإنجليزية)
- تيوفيلو غوتييريز على موقع ناشيونال فوتبول تيمز (الإنجليزية)
- تيوفيلو غوتييريز على موقع Soccerway.com (الإنجليزية)
- تيوفيلو غوتييريز على موقع عالم كرة القدم.نت (الإنجليزية)
- تيوفيلو غوتييريز على موقع كووورة
- تيوفيلو غوتييريز على موقع أوليمبيديا (الإنجليزية)
- تيوفيلو غوتييريز على موقع AS.com (الإسبانية)